# Плаєк (струмок)
Плаєк — струмок  в Україні, у  Верховинському районі Івано-Франківської області, правий доплив  Чорного Черемоша (басейн Дунаю).

## Опис
Довжина струмка приблизно  3 км. Формується з багатьох безіменних струмків.  

## Розташування
Бере  початок на північній стороні від гори Похрептини. Тече переважно на північний захід  і на півдні від села Буркут впадає у річку Чорний Черемош, ліву притоку Черемоша.